# Chevreaux
Chevreaux ist eine französische Gemeinde mit 126 Einwohnern (1. Januar 2022) im Jura in der Region Bourgogne-Franche-Comté.

## Geografie
Die Gemeinde Chevreaux liegt etwa 30 Kilometer südlich von Lons-le-Saunier in der Bresse jurassienne. Im Süden grenzt das Gemeindegebiet von Chevreaux an das Département Saône-et-Loire.

## Geschichte
Im Mittelalter war Chevreaux der Sitz einer Baronie, die im 13. Jahrhundert durch Erbteilung aus dem Fürstentum Coligny hervorging.

## Bevölkerungsentwicklung
| Jahr                       | 1962 | 1968 | 1975 | 1982 | 1990 | 1999 | 2006 | 2017 |
| Einwohner                  | 199  | 196  | 223  | 225  | 168  | 188  | 152  | 122  |
| Quellen: Cassini und INSEE |      |      |      |      |      |      |      |      |

## Weinbau
- Chevreaux ist eine der rund hundert Gemeinden, die ihren Wein unter der Herkunftsbezeichnung Côtes du Jura AOC vermarkten dürfen.

## Sehenswürdigkeiten

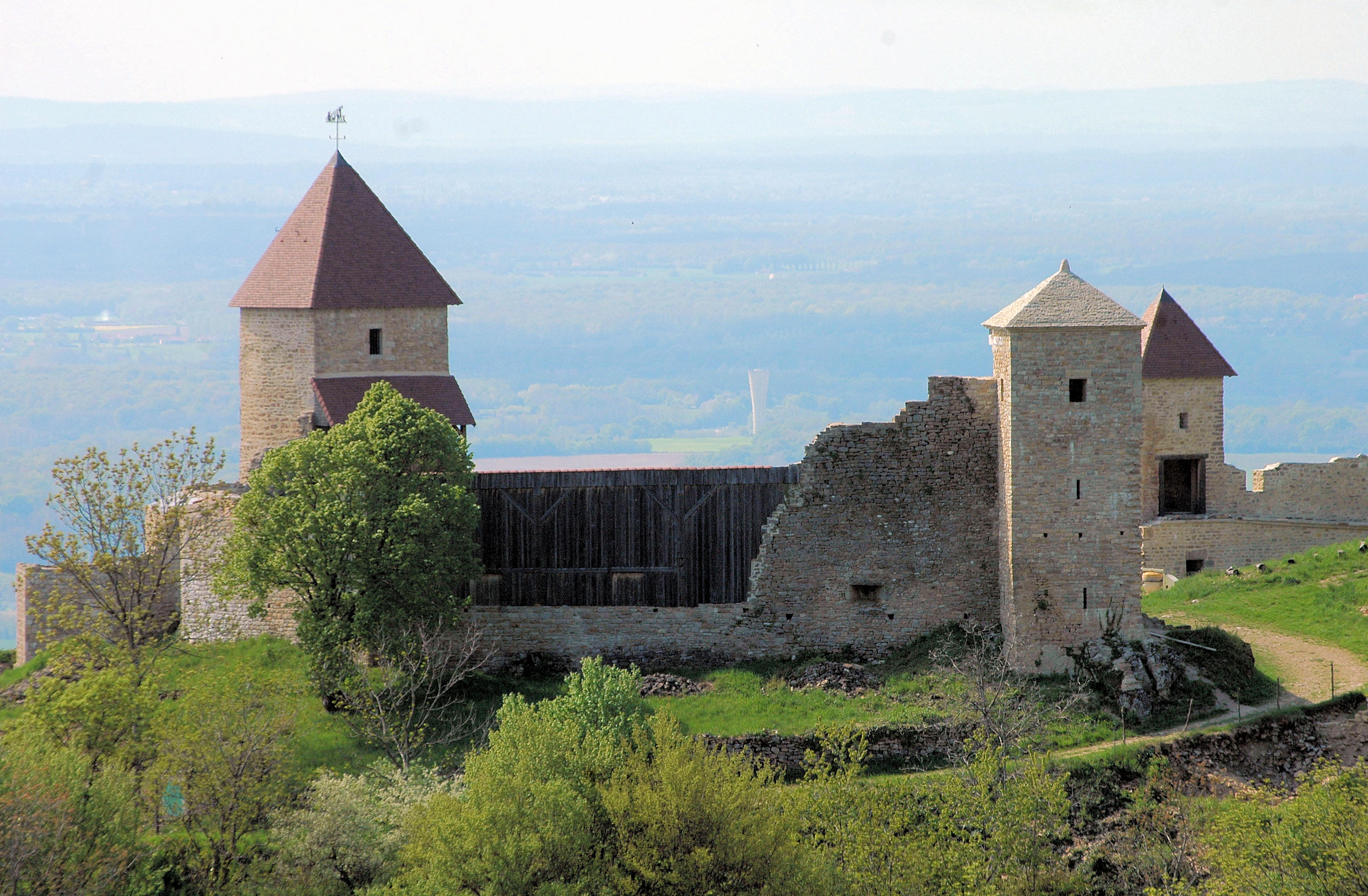
Schloss Chevreaux

- Schloss Chevreaux
- Kirche Saint-François-Xavier